# Michael Starke
Michael Thomas Starke (* 1969 in Pegnitz, Oberfranken) ist ein deutscher Komponist. 

## Leben und Wirken
Michael Starke absolvierte von 1991 bis 1996 ein Lehramtsstudium für Musik und der Theologie an der Universität Bayreuth u. a. bei Helmut Bieler und zudem an der Musikhochschule München. 1995 erhielt er ein Stipendium der Richard-Wagner-Stiftung. Später folgten private Studien in Komposition bei Volker Blumenthaler und Gesang bei u. a. Sibrand Basa in Nürnberg.
Starke war 1994 in Pegnitz Mitbegründer des Chores „Lingua Musica“. Unter seiner musikalischen Leitung führte der Chor unter anderem Carmina Burana und Der Mond von Carl Orff, Orpheus und Eurydike von Christoph Willibald Gluck und Mozarts Requiem auf. Starke betreute außerdem bis 2006 verschiedene Musiktheaterprojekte in Kooperation mit dem Theater Schall und Rauch in Pegnitz.
Starke ist in Bayreuth seit 2001 Lehrer für Musik und Evangelische Religionslehre an der Johannes-Kepler-Realschule. Seit 2007 ist er Zweiter Vorsitzender des Tonkünstlerverbandes Bayreuth.
Starke erhielt verschiedene Kompositionsaufträge u. a. vom Francaix-Ensemble, vom Ensemble Musica viva und vom Duo concertante.  

## Auszeichnungen (Auswahl)
- 2001: 2. Preis beim V.E. Becker-Kompositionswettbewerbs der Stadt Bad Brückenau für das Werk „Psalm 23“[1]
- 2007: Kulturförderpreis des Landkreises Bayreuth mit dem Chor „Lingua musica“[1]
- 2009, 2013, 2019: Preisträger beim Kompositionswettbewerb des Bayerischen Tonkünstlervereins
- 2009: Bürgermedaille der Stadt Pegnitz für ehrenamtliches kulturelles Engagement[1]
- 2011: 3. Preis beim Kompositionswettbewerb des Tonkünstlerverbands Würzburg für das Werk „Dunkler Traum“[1]

## Werke (Auswahl)

### Orchesterwerke
- 2011: Dunkler Traum (Orchesterfassung)
- 2014: Ruach

### Bühnen- und Vokalwerke
- 2000: Psalm 23 für Chor a-cappella
- 2002: Magnificat für gemischten Chor, 2 Trompeten, 2 Posaunen, Pauke und Orgel
- 2008: Die Nachtigall und die Rose, Kammeroper in 4 Szenen
- 2008: aus unaufhaltsamem Raum nach Gedichten von R. M. Rilke für gemischten Chor a-cappella
- 2011: Der Knabe im Moor nach einem Gedicht von Annette von Droste-Hülshoff für gemischten Chor a-cappella
- 2012: Magnificat für gemischten Chor und Orgel
- 2012: Entsagung Monodram für Mezzosopran und Klavier nach Briefen von Mathilde Wesendonck an Richard Wagner
- 2017: Lazarus für Mezzosopran, Chor und Streichorchester nach einem Text von Maximilian Ponader

### Orgel und Instrumente
- 2001/2002: Musica sacra für 2 Trompeten, 2 Posaunen, Pauken und Orgel
- 2018: Choralfantasie über Verleih uns Frieden gnädiglich für Orgel solo

### Kammermusik
- 1996: 4 Szenen aus Faust für Flöte, Klarinette, Fagott, Horn, Violine, Viola und Violoncello
- 1999: Meditation für 2 Oboen, 2 Hörner und 2 Fagotte
- 2004/2005: ... und unermesslich ist das Leuchten für Klavier und Percussion
- 2008/2009: 4 Fragmente für Violine und Klavier

- 2010: Dunkler Traum für Klavier solo (zum 200. Geburtstag von Robert Schumann)
- 2010: Sinfonische Stücke aus der Oper Die Nachtigall und die Rose für Violine, Violoncello und Klavier
- 2012: Minimal Toccata für 2 Marimbaphone und 4 Spieler
- 2012: Epitaph für N. für Percussion solo
- 2013: Reger-Metamorphose für Flöte und Klavier
- 2014: Nachtstück für Violine, Horn und Klavier
- 2015: Mouvements für 2 Flöten und Klavier
- 2015: Gloria in excelsis deo für Flöte solo
- 2018: Tristan und Isolde, Skizze zu einem Bühnenbild von Jean-Pierre Ponnelle für Violoncello solo
- 2020: Trois visions für Klavier solo